# Стефанович, Станислав Витальевич
Станислав Витальевич Стефанович (бел. Станіслаў Віталевіч Сцефановіч; род. 15 августа 2004, Минск) — белорусский футболист, нападающий солигорского «Шахтёра».

## Карьера
В июле 2021 года футболист стал игроком солигорского «Шахтёра», до этого на юношеском уровне представляя РУОР. В солигорском клубе футболист отправился выступать за дублирующий состав. В начале 2023 года футболист отправился в распоряжение петриковского «Шахтёра». Дебютировал за клуб футболист 2 апреля 2023 года в матче против дзержинского «Арсенала», выйдя на замену в начале второго тайма. Дебютными забитыми голами за клуб футболист отличился 1 мая 2023 года в матче против «Макслайна», оформив дубль. В июле 2023 года футболист отправился в распоряжение солигорского «Шахтёра», вместе с которым принял участие в матче Кубка Белоруссии против «Ивацевичей», однако остался на скамейке запасных. В августе 2023 года футболист вернулся в распоряжение петриковского «Шахтёра». На протяжении сезона футболист выступал за клуб в роли одного из основных игроков клуба, отличившись 12 забитыми голами и 6 результативными передачами, тем самым став лучшим бомбардиром и игроком петриковской команды. По итогу сезона футболист вместе с клубом завершил чемпионат на предпоследнем месте.
В январе 2024 года футболист присоединился к основной команде солигорского «Шахтёра», вместе с которым начал подготовку к новому сезону. Дебютировал за клуб футболист 10 марта 2024 года в ответном четвертьфинальном матче Кубка Белоруссии против жодинского «Торпедо-БелАЗ», выйдя на замену на 81 минуте. В апреле 2024 года футболист также отправился в распоряжение второй команды, которая теперь вместо петриковского стала называться «Шахтёр-2». Первый матч за команду футболист сыграл 7 апреля 2024 года против «Молодечно-2018», выйдя на поле в стартовом составе. Дебютный матч в Высшей лиге футболист сыграл 14 апреля 2024 года против мозырской «Славии», выйдя на замену на 83 минуте.